# Нижний Баскунчак
Ни́жний Баскунча́к — посёлок городского типа в Ахтубинском районе Астраханской области России, административный центр муниципального образования «Посёлок Нижний Баскунчак».
Расположен в 50 км к востоку от Ахтубинска, в 14 км к югу от границы с Казахстаном.
Одноимённая железнодорожная станция Приволжской железной дороги, тупиковая станция на ветке от станции Верхний Баскунчак. Станция построена в 1884 году и принадлежала Баскунчакской железной дороге.
Население 2644 человека (2013 год). Глава городского поселения Кушаналиев Ерлан Махметович.
Согласно Всероссийской переписи населения 2010 года 50 % населения Нижнего Баскунчака составляют казахи, 42 % русские, 3 % татары.

## История
Статус посёлка городского типа с 1925 года. До революции носил название посёлок Средняя Будка.

## Население
| 1920 | 1939 |
| ---- | ---- |
| 5987 | 4461 |

| 1959  | 1970  | 1979  | 1989  | 2002  | 2009  | 2010  |
| ----- | ----- | ----- | ----- | ----- | ----- | ----- |
| 4774  | ↘3477 | ↗3768 | ↘3360 | ↘3167 | ↘2892 | ↘2789 |
| 2012  | 2013  | 2014  | 2015  | 2016  | 2017  | 2018  |
| ↘2739 | ↘2691 | ↘2644 | ↘2601 | ↘2575 | ↘2533 | ↘2464 |
| 2019  | 2020  | 2021  |       |       |       |       |
| ↘2433 | ↘2401 | ↘2106 |       |       |       |       |

## Экономика
Добыча соли из озера Баскунчак, гипсовый завод. Планируется строительство санаторно-курортного комплекса.

## Культура
В посёлке есть краеведческий музей с оригинальными экспонатами и макетом окрестностей г. Богдо.

## Достопримечательности
На территории поселения находится Государственный природный заказник «Богдинско-Баскунчакский» и кладбище немецких военнопленных, погибших здесь в лагере военнопленных.

## Известные жители
Родились:
- А. А. Никольский — известный учёный в области механики, директор Института механики АН СССР.
- Зоя Алексеевна Трифонова (р. 17.9.1972) — российский географ, кандидат географических наук (1999), автор статей в Чувашской энциклопедии.